# Bruce Nkala
Bruce Musa Nkala (ur. 30 maja 1975 w Hwange) – botswański koszykarz, uczestnik Mistrzostw Afryki 2005.
W 2005 roku wziął udział w Mistrzostwach Afryki, gdzie reprezentacja Botswany odpadła już po rundzie eliminacyjnej. Podczas tego turnieju wystąpił w czterech meczach, w których zdobył sześć punktów. Zanotował także jeden przechwyt, jedną asystę i dwie zbiórki defensywne. Ponadto miał na swym koncie także pięć fauli i jedną stratę. W sumie na parkiecie spędził około 37 minut.